# Natri percarbonat
Natri pecacbonat, đôi khi viết tắt thành SPC, là một hóa chất, sản phẩm cộng hợp giữa natri cacbonat và hydro peroxide (một pehydrat), với công thức hóa học 2Na2CO3·3H2O2. Nó là một chất rắn kết tinh không màu, hút ẩm và tan trong nước. Nó được sử dụng trong một số sản phẩm làm sạch thân thiện với môi trường và như một nguồn trong phòng thí nghiệm của hydro peroxide khan.

## Lịch sử
Natri pecacbonat được điều chế lần đầu tiên vào năm 1899 bởi nhà hóa học Nga Sebastian Moiseevich Tanatar (tiếng Nga: Севастьян Моисеевич Танатар) (7 tháng 10 năm 1849, Odessa–30 tháng 11 năm 1917, Odessa).

## Điều chế
Natri pecacbonat được sản xuất công nghiệp theo phản ứng của natri cacbonat và hydro peroxide, sau đó kết tinh muối thu được. Ngoài ra, natri cacbonat khô có thể được xử lý trực tiếp với dung dịch hydro peroxide đặc. Quy mô sản xuất của thế giới của hợp chất này đã được ước tính vài trăm nghìn tấn trong năm 2004. Có thể điều chế chất này trong phòng thí nghiệm bằng cách cho hai chất trên phản ứng trong dung dịch nước với sự kiểm soát hợp lý nồng độ pH hoặc nồng độ dung dịch.